# Solima
Solima es una localidad del estado mexicano de Coahuila. Es parte del municipio de Matamoros.

## Demografía
| Gráfica de evolución demográfica |
|                                  |

| Censo | Población |
| ----- | --------- |
| 1900  | 221       |
| 1910  | 419       |
| 1921  | 484       |
| 1930  | 469       |
| 1940  | 653       |
| 1950  | 822       |
| 1960  | 1 013     |
| 1970  | 895       |
| 1980  | 1 219     |
| 1990  | 1 270     |
| 2000  | 1 434     |
| 2010  | 1 602     |
| 2020  | 1 693     |